# Фердинанд III
 Тази статия е за императора.  За великия херцог на Тоскана вижте Фердинанд III (Тоскана).  
Фердинанд III е император на Свещената Римска империя в периода 15 февруари 1637 – 1657 година, крал на Унгария от 1625 година, крал на Бохемия от 1627 г., и наследява баща си като Римско-немски крал през 1636 г., и оттам и като император на Свещената римска империя 1637 г.

## Произход и управление
Фердинанд е най-големият син на Фердинанд II, който е от рода на Хабсбургите, и неговата първа съпруга Мария Анна Баварска.
Фердинанд III е много по-прагматичен от баща си и след неговата смърт успява да спаси останките от Хабсбургската империя след екстремистката политика на баща му.
Той подписва Вестфалски мирен договор, с който приключва Тридесетгодишната война.
Като повечето от семейството на австрийските Хабсбурги е даровит музикант и композитор.

## Брак и потомство
1-ви брак: На 20 февруари, 1631 Фердинанд III се жени във Виена за Мария-Анна Испанска (1606 – 1646). Тя е най-малката дъщеря на Филип II и Маргарита Австрийска. Те са първи братовчеди, като майката на Мария Ана е сестра на бащата на Фердинанд. Заедно имат шест деца:
- Фердинанд IV (8 септември 1633 – 9 юли 1654), римско-немски крал от 1653 г., номинален крал на Чехия от 1646 и на Унгария от 1647.
- Мариана Австрийска (23 декември 1634 – 16 май 1696). Омъжва се 1649 за своя чичо Филип IV (1605 – 1665).
- Филип Август, ерцхерцог на Австрия (1637 – 1639).
- Максимилиан Томас, ерцхерцог на Австрия (1638 – 1639).
- Леополд I (9 юни 1640 – 5 май 1705), император на Свещената Римска империя (1658 – 1705).
- Мария Австрийска (*/† 1646).

- Портрети на децата от първия брак
- Фердинанд IV
- Мариана Австрийска,
худ.Диего Веласкес
Музей на историята на изкуството, Виена
- Леополд I

2-ри брак: През 1648 Фердинанд се жени в Линц за австрийската ерцхерцогиня Мария Леополдина (1632 – 1649). Тя е дъщеря на астрийския ерцхерцог Леополд V и Клавдия де Медичи. Те са втори братовчеди като внуци по мъжка линия на Карл II и Мария Ана Баварска. Имат един син:
- Карл Йозеф (1649 – 1664). Той е Велик Магистър на Тевтонските рицари от 1662 до смъртта си.

- Портрет на дете втори брак
- Карл Йозеф

3-ти брак: През 1651 Фердинанд III се жени във Виена за Елеонора Гонзага (1630 – 1686) от Мантуа. Заедно имат 4 деца:
- Тереза Мария Йозефа, ерцхерцогиня на Австрия (1652 – 1653).
- Елеонора Мария Йозефа (1653 – 1697), омъжена 1670 за Михал Корибут (1640 – 1673), крал на Полша; 1678 за Карл V (1643 – 1690), херцог на Лотарингия.
- Мария Анна Йозефа, ерцхерцогиня на Австрия (1654 – 1689), омъжена 1678 за Йохан Вилхелм (1658 – 1716), курфюрст на Пфалц, херцог на Пфалц-Нойбург.
- Фердинанд Йозеф Алоис, ерцхерцог на Австрия (1657 – 1658).

- Портрети на деца от трети брак
- Елеонора Мария Йозефа
- Мария Анна Йозефа